# 数据报传递协议
数据报传递协议（英語：Datagram Delivery Protocol，缩写DDP）是AppleTalk网络协议套件的一员，其主要职责是通过一个AppleTalk网络进行資料包的套接字至套接字传输。
- 备注：所有应用层协议，包括基础设施协议NBP、RTMP（英语：Routing Table Maintenance Protocol）和ZIP（英语：Zone Information Protocol）都建立在DDP之上。